# Llista d'instal·lacions de generació d'energia elèctrica de Catalunya

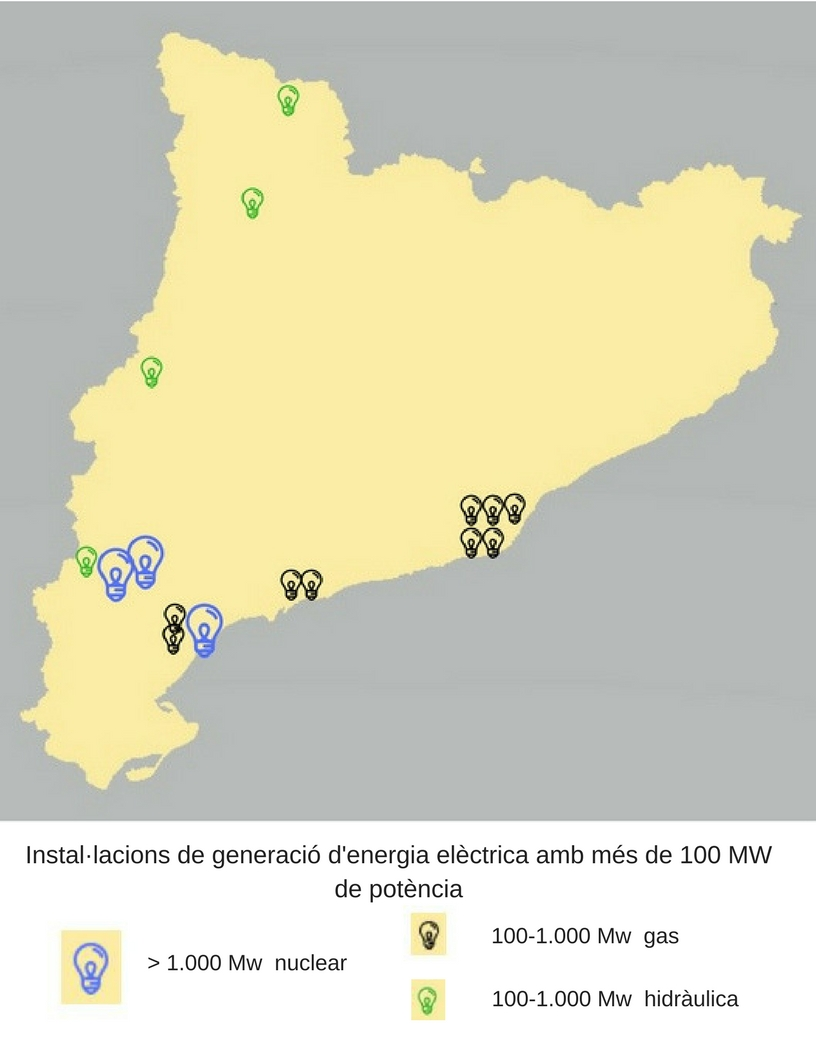

La Llista d'instal·lacions de generació d'energia elèctrica de Catalunya és el catàleg complet de les instal·lacions de generació d'energia elèctrica situades a Catalunya amb una potència superior a 50 MW amb dades de 2014, les últimes disponibles. Són de quatre tipus diferentsː centrals nuclears, de cicle combinat de gas natural, hidràuliques i de cogeneració.
Aquestes grans instal·lacions productores d'electricitat es localitzen en cinc zonesː Baix Camp/Ribera d'Ebre (nuclears i cicle combinat), àrees metropolitanes de Barcelona (cicle combinat) i de Tarragona (cicle combinat i cogeneració), Pirineu i Prepirineu occidentals (hidràuliques), i curs mig del Ter (hidràuliques).

## Instal·lacions per potència
| Instal·lació        | Municipi                             | Comarca        | Potència (kW) | Tipus                                          | Titular                                     |
| ------------------- | ------------------------------------ | -------------- | ------------- | ---------------------------------------------- | ------------------------------------------- |
| Vandellòs II        | Vandellòs i l'Hospitalet de l'Infant | Baix Camp      | 1.087.140     | Central tèrmica nuclear de servei públic       | Associació Nuclear Ascó - Vandellòs II, AIE |
| Ascó I              | Ascó                                 | Ribera d'Ebre  | 1.032.500     | Central tèrmica nuclear de servei públic       | Associació Nuclear Ascó - Vandellòs II, AIE |
| Ascó II             | Ascó                                 | Ribera d'Ebre  | 1.027.210     | Central tèrmica nuclear de servei públic       | Associació Nuclear Ascó - Vandellòs II, AIE |
| Besòs grup 5        | Sant Adrià de Besòs                  | Barcelonès     | 861.250       | Cicle combinat de gas natural de servei públic | ENDESA Generación, SA                       |
| Sallente            | la Torre de Cabdella                 | Pallars Jussà  | 446.000       | Hidràulica                                     | ENDESA Generación, SA                       |
| Port de Barcelona 2 | Barcelona                            | Barcelonès     | 426.050       | Cicle combinat de gas natural de servei públic | Gas Natural SDG, SA                         |
| Plana del Vent II   | Vandellòs i l'Hospitalet de l'Infant | Baix Camp      | 420.990       | Cicle combinat de gas natural de servei públic | ALPIQ energia España, SAU                   |
| Port de Barcelona 1 | Barcelona                            | Barcelonès     | 412.630       | Cicle combinat de gas natural de servei públic | Gas Natural SDG, SA                         |
| Plana del Vent I    | Vandellòs i l'Hospitalet de l'Infant | Baix Camp      | 411.640       | Cicle combinat de gas natural de servei públic | ALPIQ energia España, SAU                   |
| Tarragona           | Tarragona                            | Tarragonès     | 407.100       | Cicle combinat de gas natural de servei públic | Tarragona Power, SL                         |
| Besòs grup 4        | Sant Adrià de Besòs                  | Barcelonès     | 401.400       | Cicle combinat de gas natural de servei públic | ENDESA Generación, SA                       |
| Tarragona grup I    | Tarragona                            | Tarragonès     | 397.800       | Cicle combinat de gas natural de servei públic | EON Generación, SL                          |
| Besòs grup 3        | Sant Adrià de Besòs                  | Barcelonès     | 373.100       | Cicle combinat de gas natural de servei públic | ENDESA Generación, SA                       |
| Riba-roja           | Riba-roja d'Ebre                     | Ribera d'Ebre  | 262.800       | Hidràulica                                     | ENDESA Generación, SA                       |
| Tavascan superior   | Lladorre                             | Pallars Sobirà | 120.440       | Hidràulica                                     | ENDESA Generación, SA                       |
| Canelles            | Os de Balaguer                       | Noguera        | 108.000       | Hidràulica                                     | ENDESA Generación, SA                       |
| Repsol Química II   | el Morell                            | Tarragonès     | 91.347        | Cogeneració i grup electrogen                  | REPSOL Química, SA                          |
| Montamara           | Lladorre                             | Pallars Sobirà | 88.000        | Hidràulica (central reversible)                | ENDESA Generación, SA                       |
| Susqueda            | Susqueda                             | la Selva       | 86.300        | Hidràulica                                     | ENDESA Generación, SA                       |
| Repsol Petróleo     | la Pobla de Mafumet                  | Tarragonès     | 83.570        | Cogeneració i grup electrogen                  | REPSOL Petróleo, SA                         |
| Arties              | Naut Aran                            | Vall d'Aran    | 68.000        | Hidràulica                                     | ENDESA Generación, SA                       |
| Camarasa            | Camarasa                             | Noguera        | 60.000        | Hidràulica                                     | ENDESA Generación, SA                       |
| Sau                 | Vilanova de Sau                      | Osona          | 56.000        | Hidràulica                                     | ENDESA Generación, SA                       |
| Llavorsí            | Llavorsí                             | Pallars Sobirà | 52.800        | Hidràulica                                     | ENDESA Generación, SA                       |